# Adrien Beard
Adrien Beard, född 1950, är en amerikansk skådespelare och röstskådespelare som har gjort rösten till Token Black i den animerade TV-serien South Park.